# Mesotrosta signalis
Mesotrosta signalis is een vlinder uit de familie uilen (Noctuidae). De wetenschappelijke naam is voor het eerst geldig gepubliceerd in 1829 door Treitschke.
De soort komt voor in Europa.